# Равенгирсбург
Равенгирсбург (њем. Ravengiersburg) општина је у њемачкој савезној држави Рајна-Палатинат. Једно је од 134 општинска средишта округа Рајн-Хунсрик. Према процјени из 2010. у општини је живјело 484 становника. Посједује регионалну шифру (AGS) 7140119.

## Географски и демографски подаци
Равенгирсбург се налази у савезној држави Рајна-Палатинат у округу Рајн-Хунсрик. Општина се налази на надморској висини од 340 метара. Површина општине износи 6,3 km². У самом мјесту је, према процјени из 2010. године, живјело 484 становника. Просјечна густина становништва износи 77 становника/km².